# Kantabamsuguda
Kantabamsuguda is een census town in het district Anakapalli van de Indiase staat Andhra Pradesh. 

## Demografie
Volgens de Indiase volkstelling van 2001 wonen er 6126 mensen in Kantabamsuguda, waarvan 56% mannelijk en 44% vrouwelijk is. De plaats heeft een alfabetiseringsgraad van 82%. 